# Operación Atlantic

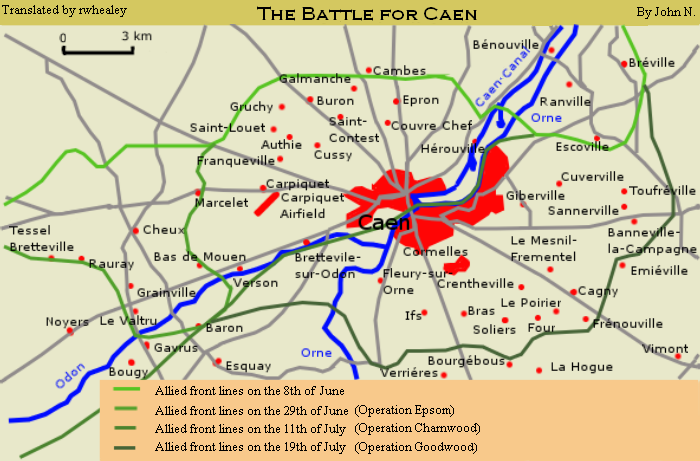
planes aliados para capturar Caen

La Operación Atlántico (en inglés: Operation Atlantic) fue una ofensiva lanzada por el Ejército canadiense el 18 de julio de 1944, durante la Batalla de Normandía durante la Segunda Guerra Mundial. La ofensiva, llevada a cabo junto con la Operación Goodwood por el segundo ejército, fue parte de las operaciones para tomar la ciudad francesa de Caen y sus alrededores de las fuerzas alemanas. Inicialmente tuvo éxito, con avances en los flancos del Río Orne cerca de Saint-André-sur-Orne pero un ataque de las 4.ª y 6.ª divisiones de infantería canadienses contra posiciones alemanas fuertemente defendidas en la Cresta de Verrières, al sur, fue un completo fracaso.

## Antecedentes
La captura de la histórica ciudad normanda de Caen, aunque «ambiciosa», fue el objetivo más importante del Día D asignado al I Cuerpo del teniente general Británico John Crocker y su componente 3.ª División de Infantería británica, que desembarcó en la playa de Sword el 6 de junio de 1944. Los planes de la Operación Overlord exigían que el Segundo Ejército Británico asegurara la ciudad y formara una línea defensiva continua desde Caumont-l'Éventé hasta el sureste de Caen, ocupando así terreno para aeródromos y protegiendo el flanco izquierdo del Primer Ejército (Estados Unidos) Al mando del teniente general Omar. N. Bradley, mientras este último avanzaba en dirección a Cherburgo. La posesión de Caen y sus alrededores le daría un importante punto de partida al Segundo Ejército para atacar hacia el sur y capturar Falaise, que a su vez actuaría como un pivote para un giro a la derecha para posteriormente avanzar sobre Argentan y luego el río Touques. El terreno entre Caen y Vimont estaba abierto, seco y propicio para operaciones ofensivas rápidas. Dado que las fuerzas aliadas superaban en gran medida a los alemanes en tanques y unidades móviles, una batalla móvil era una ventaja para ellos.
El Día D, la 3.ª División no pudo asaltar Caen con fuerza y se detuvo al norte de la ciudad. Los ataques de seguimiento fracasaron cuando la resistencia alemana se solidificó. La Operación Perch, un ataque de pinza del I y del XXX Cuerpo, comenzó el 7 de junio, con la intención de rodear Caen por el este y el oeste. El I Cuerpo, que atacaba al sur desde la cabeza de puente de Orne, fue detenido por la 21 División Panzer y el ataque del XXX Cuerpo se atascó frente a Tilly-sur-Seulles debido a la firme resistencia de la División Panzer-Lehr. En un esfuerzo por obligar a la división Panzer-Lehr a retirarse o rendirse, y para mantener las operaciones fluidas, la 7.ª División Blindada británica abrió una brecha en la recientemente creada línea del frente alemana para capturar la ciudad de Villers-Bocage. La batalla de un día resultante obligó a la vanguardia de la 7.ª División blindad retirarse de la ciudad, pero el 17 de junio la Panzer-Lehr alemana se había visto obligada a retroceder y el XXX Cuerpo había tomado Tilly-sur-Seulles. Las operaciones ofensivas adicionales se pospusieron hasta el 19 de junio, debido a una fuerte tormenta que azotó el Canal de la Mancha durante tres días, retrasando la acumulación de suministros y tropas aliadas.
El 26 de junio, los británicos lanzaron la Operación Epsom, un intento del VIII Cuerpo del teniente general Richard O'Connor de flanquear las defensas de Caen cruzando el río Odón al oeste de la ciudad y luego dando vueltas hacia el este. El ataque fue precedido por la Operación Martlet, que aseguró la línea de avance del VIII Cuerpo al capturar el terreno elevado a su derecha. Los alemanes lograron contener la ofensiva, pero se vieron obligados a comprometer en la lucha todos sus blindados, incluidas dos divisiones panzer recién llegadas a Normandía, lo que les obligó a cancelar una ofensiva planificada contra las posiciones británicas y estadounidenses en los alrededores de Bayeux. Varios días después, el Segundo Ejército lanzó una nueva ofensiva, denominada Operación Charnwood, contra Caen. Charnwood incorporó un ataque pospuesto en Carpiquet, originalmente planeado para la operación Epsom llamada Operación Ottawa pero ahora con el nombre en código de Operación Windsor. En un asalto frontal del 8 al 9 de julio, la mitad norte de la ciudad fue capturada. Las fuerzas alemanas todavía controlaban parte de la ciudad en el lado sur del río Orne, incluida la acería Colombelles, un mirador para los observadores de artillería.

## Planes de los contendientes
El 10 de julio, el general Bernard Montgomery, comandante de todas las fuerzas terrestres aliadas en Normandía, se reunió con los tenientes generales Miles Dempsey y Omar Bradley, respectivamente los comandantes del Segundo Ejército Británico y el Primer Ejército de los Estados Unidos, en su cuartel general para discutir los próximos ataques que lanzará el 21.º Grupo de Ejércitos tras la conclusión de la Operación Charnwood y el fracaso de la ofensiva de fuga inicial del Primer Ejército. Montgomery aprobó la Operación Cobra, un importante intento de fuga que lanzará el Primer Ejército el 18 de julio, y ordenó a Dempsey que «siguiera atacando: atrayendo la fuerza alemana, especialmente los blindados, sobre ti mismo, para allanar el camino para Brad [ley]».
La planificación detallada de la Operación Goodwood comenzó el viernes 14 de julio. El 15 de julio, Montgomery emitió una orden por escrito a Dempsey para reducir la operación. Estas nuevas órdenes cambiaron la operación de una «ruptura profunda a un ataque limitado». La intención de la operación era ahora «entablar combate con los blindados alemanes» y anotarlo «hasta tal punto que no tenga más valor para los alemanes», y mejorar la posición del Segundo Ejército. Las órdenes decían que «una victoria en el flanco oriental nos ayudará a obtener lo que queremos en el flanco occidental», pero advirtieron que las operaciones no deben poner en peligro la posición del Segundo Ejército, ya que era un "bastión firme" que se necesitaba para el éxito de Operaciones estadounidenses. Se enfatizó que los objetivos del II Cuerpo Canadiense eran ahora vitales, y sólo después de su finalización, el VIII Cuerpo estaría libre para «romper» según lo requiera la situación".
El II Cuerpo Canadiense del teniente general Guy Simonds con el nombre en código Operación Atlántico, en el flanco occidental del VIII Cuerpo para liberar Colombelles y la porción restante de Caen al sur del río Orne. Tras la captura de estas áreas, el Cuerpo debía estar preparado para capturar Cresta de Verrières. La operación Atlantic-Goodwood estaba programada para comenzar el 18 de julio, dos días antes del inicio previsto de la Operación Cobra.

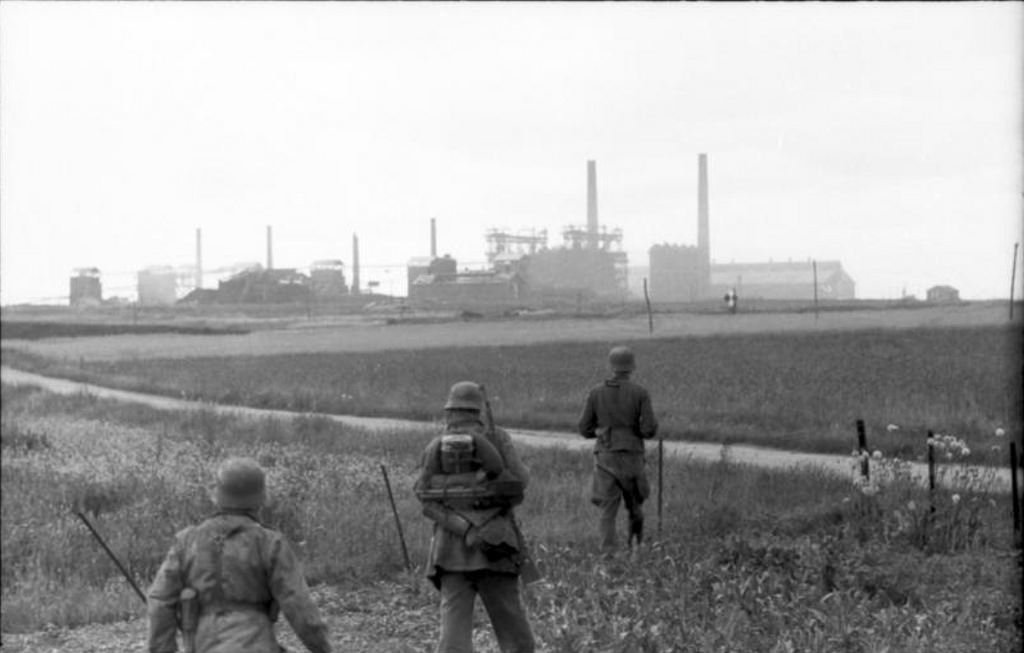
Una patrulla alemana avanza hacia la zona de la fábrica de Colombelles.

Los preparativos para la Operación Atlantic fueron delegados en el general Simonds, en su primera acción como comandante del II Cuerpo canadiense. Planeó la operación como un asalto en dos frentes, confiando en las 2.º y 3.º divisiones de infantería canadiense para capturar Vaucelles, Colombelles y las orillas opuestas del río Orne. En la mañana del 18 de julio, la 3.ª División del general Rod Keller cruzaría el Orne cerca de Colombelles, y luego continuaría hacia el sur hacia la Ruta Nacional 158. La 3.ª División se movería entonces para capturar Cormelles. La 2.º División, bajo el mando del general Charles Foulkes, atacaría desde Caen hacia el sureste, cruzando el Orne para capturar las afueras de Vaucelles. Luego usarían Cormelles como punto de partida para un ataque en el terreno elevado cerca de Verrières Ridge, a tres millas al sur. 

## Batalla
En la mañana del 18 de julio, con un fuerte apoyo aéreo, elementos avanzados de la 3.ª División de Infantería canadiense pudieron capturar Colombelles y Faubourg-de-Vaucelles, una serie de suburbios industriales al sur de Caen a lo largo del río Orne. A media tarde, dos compañías de The Black Watch (Royal Highland Regiment) habían cruzado el río Orne, y la Compañía 'A' sufrió menos de veinte bajas. Batallones adicionales de la Quinta Brigada lograron avanzar hacia el sur hasta Saint-André-sur-Orne. Con la orilla este del río Orne asegurada, la 4.ª y 6.ª Brigadas de Infantería Canadienses se colocaron en posición para el asalto a la Cresta de Verrières.
El Alto Mando Alemán (OKW) no había pasado por alto la importancia estratégica de la cresta. Aunque en ninguna parte tenía más de 27 metros de altura, dominaba la carretera Caen-Falaise, lo que impedía que las fuerzas aliadas entraran en el campo abierto al sur de Caen. El I SS Cuerpo Panzer y partes de la 1ª División SS Leibstandarte SS Adolf Hitler, defendieron el área, ampliamente provisto de artillería, nebelwerfer y tanques.
Unidades de los Queen's Own Cameron Highlanders, que apoyaban al Regimiento de Saskatchewan del Sur de la 2.º División de Infantería, pudieron asegurar una posición en St. André-sur-Orne en las primeras horas del 20 de julio, pero pronto fueron inmovilizadas por la infantería alemana y tanques. Un ataque directo simultáneo por las laderas de Verrières Ridge por parte de los Saskatchewan del Sur se desmoronó cuando las fuertes lluvias impidieron el apoyo aéreo y convirtieron el suelo en lodo, lo que dificultaba las maniobras de los tanques. Los contraataques de dos divisiones Panzer obligaron a los Saskatchewan del Sur a retroceder más allá de su línea de salida y chocaron contra su batallón de apoyo, el Essex Scottish Regiment, que perdió a más de 300 hombres mientras luchaban por contener a la 1.ª División Panzer SS. Mientras tanto, hacia el este, el resto del I Cuerpo Panzer SS libró la batalla blindada más grande de la campaña, con las fuerzas británicas involucradas en la Operación Goodwood.  Al final del día, el Regimiento de Saskatchewan del Sur había sufrido 282 bajas y la cresta todavía estaba en manos enemigas.

## Consecuencias

### Análisis
Caen al sur del Orne fue capturado, pero el hecho de no tomar la Cresta llevó a Montgomery a emitir nuevas órdenes el 22 de julio para otra ofensiva, esta vez para ser un «ataque de retención», dentro de unos días, junto con la Operación Cobra. Como resultado, el teniente general Guy Simonds formuló los planes para la Operación Spring. La batalla contemporánea de la Batalla de la Cresta de Verrières provocó más de 2600 bajas canadienses a finales del 26 de julio.

### Bajas
El historiador oficial canadiense, C. P. Stacey, dio bajas canadienses en todos los servicios de 1965 hombres, 441 de los cuales murieron o posteriormente murieron a causa de las heridas. Copp registró de 1349 a 1965 bajas canadienses en la Operación Atlántic, la mayoría en la 4ª y 6ª Brigadas de Infantería Canadienses.